# Astomaspis extinctor
Astomaspis extinctor är en stekelart som först beskrevs av André Seyrig 1952.  Astomaspis extinctor ingår i släktet Astomaspis och familjen brokparasitsteklar. Inga underarter finns listade.